# Talguai barlang
A talguai barlang (másik nevén: „a ragyogó koponyák barlangja”) a hondurasi Olancho megye egyik barlangja, amelyben értékes régészeti leleteket: több mint ezer éves emberi csontokat tártak fel. Ez a barlang az országban ma ismert legősibb olyan barlang, amelyet temetkezésre használtak.

## Leírása
A környéket a kainozoikum során, körülbelül 1,8 millió évvel ezelőtt még tenger borította. Amikor a kéreglemezek felemelkedtek, számos földalatti vízfolyás tört utat magának a hegyek belsejében, így alakult ki a talguai barlang is.
Az ősi Mezoamerikában a barlangok több indián törzs hite szerint is az istenek és a halottak világának bejáratai, szent helyek voltak, ezért gyakran használták őket például másodlagos temetkezési helyként is, azaz az egyszer máshol már eltemetett emberek maradványait áthozták beléjük. Így kerülhettek ide is az emberi csontok, amelyek között többségében koponyák, valamint kar- és lábcsontok találhatók, de hogy ezeket melyik kultúrához tartozó nép helyezte el ide, nem lehet tudni, mivel ez a vidék a mezoamerikai és az andoki kultúrák hatásainak ütközőzónája. Vannak azonban olyan kutatások, amelyek szerint azoknak az embereknek, akiknek a csontjaira rátaláltak, nem a kukorica volt a fő tápláléka, ez a tény pedig inkább déli befolyásra utal. A barlang népi elnevezése, a „ragyogó koponyák barlangja” onnan ered, hogy az évszázadok során a csontok felületén mészkő kristályosodott ki, emiatt pedig ha megvilágítják őket, csillognak. Egyúttal vastartalmú anyagok is kiváltak a csontokra, így a vöröses elszíneződés is jellemző rájuk.
A Catacamas városától mintegy 7 km-re, Talgua mellett található barlang a helyiek által már régóta ismert volt, ám a benne rejlő csontokat csak 1994-ben fedezték fel, amikor José Yánez és Desiderio Reyes megtalált egy új járatot. Ma a barlang turisták által is látogatható, de belépődíjat és a vezetést is meg kell fizetni. A bejárás mintegy 45 percig tart.